# Supercoppa Italiana 2017 (pallamano maschile)
La Supercoppa italiana 2017 è stata la 11ª edizione del torneo di pallamano riservato alle squadre vincitrici, l'anno precedente, la Serie A e la Coppa Italia.
Esso è stato organizzato dalla FIGH, la federazione italiana di pallamano.
Il torneo è stato vinto dal Bolzano per la 3ª volta nella sua storia.

## Partecipanti
| Squadre       | Qualificazione               | Partecipazioni precedenti (il grassetto indica la vittoria) |
| ------------- | ---------------------------- | ----------------------------------------------------------- |
| Bozen         | Vincitore del campionato     | 3 (2012, 2015, 2016)                                        |
| Junior Fasano | Vincitore della Coppa Italia | 4 (2008, 2012, 2014, 2016)                                  |

## Tabellino
| Arbitri: | Francesco Simone (Altamura) Pietro Monitillo (Altamura) |

|                                                                                     |           |                                                                                |
| Moretti 10 Gufler 4 Sonnerer3 Innerebner 2 Turković 2 Mbaye 1 Riccardi 1 Stricker 1 | Marcatori | Alves Leal 10 De Santis 3 Maione 3 Venturi 3 Radovčić 2 Angiolini 1 D'Antino 1 |